# Intégrase
L'intégrase est une protéine enzymatique produite par de nombreux virus et éléments génétiques mobiles tel que les rétroéléments à ARN (par exemple les rétrovirus ou les rétrotransposons), et qui catalyse l'étape dite d'intégration du cycle réplicatif de ces agents infectieux. Parfois ce sont les organismes eux-mêmes qui possèdent une ou des intégrases, elles ont de nombreux rôles tel que la décaténation[Quoi ?] des chromosomes circulaires bactérien.
L'ADN étranger[pas clair] est ainsi « intégré » dans le génôme de l'organisme hôte. Cette enzyme est particulièrement étudiée[réf. nécessaire] car elle constitue une cible thérapeutique de grand intérêt pour le traitement des infections par les rétrovirus humains comme le virus du SIDA (VIH).
Il existe 3 grandes familles d'intégrases classées selon leurs résidus catalytique principaux[réf. nécessaire] :
- les intégrases à tyrosine tel que celle du phage lambda
- les intégrases à sérine
- les DDE recombinases tel que celle du VIH 

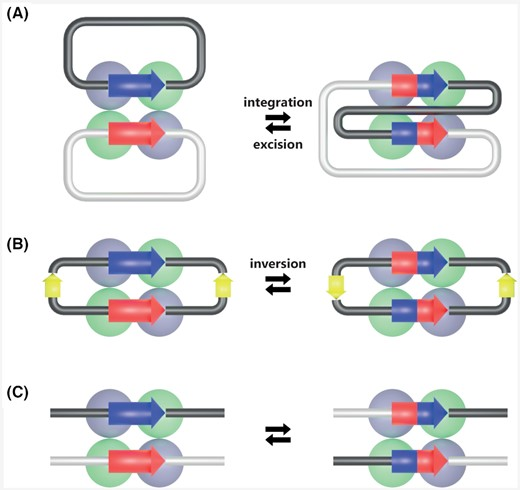
Les différents résultats de la recombinaison site-spécifique. Les rectangles rouges et bleus correspondent aux sites spécifiques de recombinaison. (A) Orientation directe (B) Orientation opposée (C) La recombinaison entre deux molécules d'ADN linéaires

Certaines intégrases sont spécifiques d'une séquence d'ADN particulière ce qui permet de contrôler le lieu d'intégration. Selon l'orientation des séquences spécifiques il y a inversion si en orientation opposée ou bien excision de l'élément intégré si en orientation directe. 
Le cycle réplicatif des rétrovirus, pour prendre cet exemple, est une suite d'étapes critiques dont chacune contribue à la réussite de l'infection. Infectant d'abord une cellule cible, l'ARN génomique est rétrotranscrit en ADN par la transcriptase inverse, puis intégré dans l'ADN cellulaire de sorte qu'il existe une continuité physique entre l'ADN du virus, alors appelé proviral, et celui de la cellule. Le génome du virus peut ensuite s'exprimer et détourner les ressources cellulaires, pilotant la production de molécules virales qui s'assemblent pour former de nouveaux virus infectieux. 
L'intégrase catalyse l'intégration, et l'intégration elle-même est une étape indispensable à la poursuite du cycle réplicatif.
L'intégrase du VIH est une protéine de 32 kDa produite par clivage de l'extrémité C-terminale du produit d'expression du gène de la polymerase viral[Quoi ?]. Elle est constituée de 3 grands domaines : un domaine N-terminal avec un motif en doigt de zinc (de type HH-CC[Quoi ?]), un domaine central qui assure la plus grande part de l'activité de catalyse et un domaine C-terminal de liaison à l'ADN. L'intégrase fonctionne sous forme oligomérique, et il semble[évasif] que chacun des domaines de la protéine participe à cette oligomérisation.

## Utilisation thérapeutique
Le raltégravir est un inhibiteur de l'intégrase du VIH. Il a été testé chez des patients[Combien ?] résistants aux antirétroviraux classiques.